# Моніка Потокар
Моніка Потокар (Monika Potokar; 18 грудня 1987, Любляна) — словенська волейболістка, догравальник. Гравець національної збірної.

## Клуби
| Роки      | Команди                       |
| --------- | ----------------------------- |
| 2007–2009 | OK «Хіт» (Нова Гориця)        |
| 2009–2012 | «Нова Бранік» (Марібор)       |
| 2012–2013 | «К'єрі Торіно» (Турин)        |
| 2012–2013 | «Hainaut Volley» (Валансьєнн) |
| 2013–2014 | «Штіїнца» (Бакеу)             |
| 2014–2015 | «Нова Бранік» (Марібор)       |
| 2014–2015 | «Волей 2002 Форлі» (Болонья)  |
| 2015–2016 | «Кальцит» (Камнік)            |
| 2016–2017 | «Паннаксіакос» (Наксос)       |
| 2017–2018 | «Тірас»                       |
| 2018–2019 | «Іліоуполіс» (Афіни)          |
| 2018–2019 | «Вроцлав»                     |
| 2019–2020 | «Панатінаїкос» (Афіни)        |
| 2020-2021 | ПАОК (Салоніки)               |
| 2021–2022 | АЕЛ (Лімассол)                |
| 2021–2024 | «Нова Бранік» (Марібор)       |
| 2024–2025 | «Іракліс Кіфісіяс»            |

## Досягнення
Ліга MEVZA:
- : 2008, 2009, 2010, 2012, 2016
- : 2022[10]

Чемпіонат Словенії:
- : 2008, 2011, 2012, 2016
- : 2009, 2010, 2022[11]

Кубок Словенії:
- : 2008, 2009, 2010, 2011, 2012

Чемпіонат Румунії:
- :2014

Кубок Румунії:
- : 2014

Чемпіонат Греції:
- : 2017
- : 2018, 2020

### Пляжний волейбол
Чемпіонат Словенії:
- : 2016, 2020

## Статистика
У збірній:
| Турнір                | Ігри | Сети | Очки | Ср.  | Примітки |
| --------------------- | ---- | ---- | ---- | ---- | -------- |
| Чемпіонат Європи 2015 | 3    | 10   | 11   | 1,1  | [ 12 ]   |
| Чемпіонат Європи 2019 | 6    | 16   | 18   | 1,12 | [ 13 ]   |
| Всього                | 9    | 26   | 29   | 1,11 |          |

- Ср. — середній показник результативності за один сет.